# Hydractinia rubricata
Hydractinia rubricata is een hydroïdpoliep uit de familie Hydractiniidae. De poliep komt uit het geslacht Hydractinia. Hydractinia rubricata werd in 1996 voor het eerst wetenschappelijk beschreven door Schuchert. 